# Kuppalu, Kadur
Kuppalu là một làng thuộc tehsil Kadur, huyện Chikmagalur, bang Karnataka, Ấn Độ.